# Civitas Vangionum
La Civitas Vangionum était une civitas romaine donc une unité administrative. Elle était située sur la voie romaine de la vallée du Rhin  où habitait la tribu des Vangions, aujourd'hui dans région de Hesse rhénane dans le Land Rhénanie-Palatinat. La ville principale dans ce district administratif était Borbetomagus, un village des Celtes qui est aujourd'hui Worms.
Il y a des trouvailles entre les bouches du Pfrimm et du Eisbach qui datent de l'âge de la pierre (5000 av. J.-C.).Une grande cimetière du temps tènien au Nord de la ville prouve la colonisation continuelle qui cessait au dernier siècle av. J.-Ch. La cause était probablement la politique des Romains qui transféraient les Vangions. 
Le nom Civitas Vangionum se transformait dans les siècles pour devenir aujourd'hui Worms; plus près de l'origine est encore le nom du Wonnegau.

## Biographie
- Helmut Bernhard: Die römische Geschichte in Rheinland-Pfalz. In: Heinz Cüppers: Die Römer in Rheinland-Pfalz. Lizenzausgabe. Nikol, Hamburg 2002,  (ISBN 3-933203-60-0) S. 108.
- Eichfelder: Stadtgeschichte von Worms